# Ставерци
Ставерци (болг. Ставерци) — село в Болгарии. Находится в Плевенской области, входит в общину Долна-Митрополия. Население составляет 1 778 человек.

## Политическая ситуация
В местном кметстве Ставерци, в состав которого входит Ставерци, должность кмета (старосты) исполняет Сергей Евгениев Кожухарски (Земледельческий союз Александра Стамболийского (ЗСАС)) по результатам выборов правления кметства.
Кмет (мэр) общины Долна-Митрополия — Александр  Пенков Печеняков (Болгарская социалистическая партия (БСП)) по результатам выборов в правление общины.